# Hogwarts: An Incomplete and Unreliable Guide
Hogwarts: An Incomplete and Unreliable Guide (no Brasil: Hogwarts: Um Guia Imperfeito e Impreciso) é um livro digital escrito por J. K. Rowling, um guia para Hogwarts e seus segredos. Foi lançado em 6 de setembro de 2016 em vários idiomas ao mesmo tempo.

## Publicação
Esse livro foi lançado ao mesmo tempo que outros dois:
- Short Stories from Hogwarts of Power, Politics and Pesky Poltergeists (no Brasil: Histórias de Hogwarts: Poder, Política e Poltergeists Petulantes)
- Short Stories from Hogwarts of Heroism, Hardship and Dangerous Hobbies (no Brasil: Histórias de Hogwarts: Proezas, Percalços e Passatempos Perigosos)

## Conteúdo
Neste guia, encontramos informações sobre Hogwarts, a Plataforma 93⁄4 e o Chapéu Seletor.